# Cellule épithélio-musculaire
Une cellule épithelio-musculaire est, chez les cnidaires, une cellule musculaire .

## Description anatomique

Schéma du derme oral d'un polype.

La forme de la cellule est cylindrique et son noyau se trouve sur la partie basal de la cellule.
Les cellules épithelio-musculaires se retrouvent en nombre dans l'ectoderme ou le gastroderme.
Elle dispose d'extensions cytoplasmiques basales allongés contenant des filaments myosin et actin connus sous le nom de fibre musculaire ou myonème.
On peut retrouver des flagelles à la surface apicale de ces cellules.

## Rôle et fonction
Par un mouvement perpendiculaire au corps longitudinal de la cellule et dû fait qu'elles soient attachées à la surface de la mésoglée, ces cellules facilitent les mouvements des tissus du polype (contraction et décontraction).